# Bibliothèque nationale de Nouvelle-Zélande
La Bibliothèque nationale de Nouvelle-Zélande est le dépôt légal de la Nouvelle-Zélande situé à Wellington. 

## Historique
La bibliothèque a été créée en 1965 par la fusion de l'Alexander Turnbull Library, de la General Assembly Library, et du National Library Service par le National Library Act. 
En 1980, une section musicale est créée. En 1985, la General Assembly Library est scindée pour crée The Parliamentary Library. L'ensemble des activités de la Bibliothèque nationale sont regroupés en 1987 dans un nouveau bâtiment à Wellington. En 1988, la Bibliothèque nationale acquiert une certaine autonomie en devenant un département administratif, en n'étant plus géré directement par le département de l'éducation. 
Depuis 2009, le bâtiment de la bibliothèque subit des travaux d'extensions, controversés en raison de leur coût. En 2010, la Bibliothèque nationale est intégrée — ainsi que les Archives New Zealand (en) — au département des Affaires intérieures.